# ستيف كينغ (لاعب كرة قاعدة)
ستيف كينغ (بالإنجليزية: Steve King)‏ هو لاعب كرة قاعدة أمريكي، ولد في 1842 في Lansingburgh, New York ‏ في الولايات المتحدة، وتوفي بنفس المكان في 8 يوليو 1895.

## وصلات خارجية
- ستيف كينغ على موقعبيزبول رفرنس.كوم (الدوري الرئيسي) (الإنجليزية)